# Nodo lunar

Os nodos lunares são os pontos onde a órbita da Lua cruza a eclíptica.

Os nodos lunares são os nodos orbitais da Lua, isto é, os pontos onde a órbita da Lua cruza a eclíptica. O nodo ascendente é o lugar onde a lua atravessa ao norte da eclíptica. O nodo descendente é onde cruza ao sul.
Eclipses ocorrem apenas perto dos nodos lunares: os eclipses solares ocorrem quando a passagem da Lua por meio de um nodo coincide com a lua nova; eclipses lunares ocorrem quando passagem coincide com a lua cheia. Um eclipse lunar pode ocorrer se houver uma lua cheia dentro de 11° 38' (Longitude Celestial) de um nodo e um eclipse solar pode ocorrer se houver uma lua nova dentro de 17° 25' de um nodo.
Os nódulos lunares precessam no sentido contrário à da rotação da Lua (precessão) em torno da eclíptica, completando uma revolução (chamado de período nódico, o período de nutação) em 6.793,5 dia ou 18,5996 anos (note que este não é o mesmo comprimento que um saros).